# Ace (album)
Ace er Scooters attende studiealbum, udgivet i 2016 af Sheffield Tunes i Tyskland. Forud for albummet blev den første single "Riot" udsendt den 4. september 2015 og den anden single "Oi" den 5. februar 2016.

## Spor
1. "Ace" – 2:05
2. "Oi" – 3:10
3. "Mary Got No Lamb" – 3:26
4. "Riot" – 3:05
5. "Encore" – 3:54
6. "Burn" (Scooter & Vassy) – 2:40
7. "Don't Break the Silence" – 3:19
8. "The Birdwatcher" – 3:34
9. "What You're Waiting For" (featuring Maidwell) – 3:34
10. "Crazy" – 3:04
11. "Opium" – 3:57
12. "Stargazer" (featuring Maidwell) – 3:34
13. "Wolga" – 6:05
14. "Torch" – 3:08

## Hitlisteplaceringer
| Titel | Chart-Positioner | Chart-Positioner | Chart-Positioner | Chart-Positioner | Chart-Positioner |
| Titel | Tyskland         | Ungarn           | Schweiz          | Østrig           | Tjekkisk         |
| ----- | ---------------- | ---------------- | ---------------- | ---------------- | ---------------- |
| "Ace" | 6                | 13               | 34               | 14               | 11               |